# Stomatocalyceae
Stomatocalyceae là một tông thuộc phân họ Euphorbioideae trong họ Euphorbiaceae.

## Phân loại
Bao gồm các phân tông và chi như dưới đây.
- Phân tông Hamilcoinae
  - Hamilcoa Prain, 1912
  - Nealchornea Huber, 1913
- Phân tông Stomatocalycinae
  - Pimelodendron Hassk., 1855
  - Plagiostyles Pierre, 1897